# Hlînkî, Nadvirna
Hlînkî (în ucraineană Глинки) este un sat în comuna Serednii Maidan din raionul Nadvirna, regiunea Ivano-Frankivsk, Ucraina.

## Demografie
Componența lingvistică a localității Hlînkî
     Ucraineană (100%)
Conform recensământului din 2001, toată populația localității Hlînkî era vorbitoare de ucraineană (100%).